# قهرمانی کشتی جهان ۱۹۵۴
قهرمانی کشتی جهان ۱۹۵۴ پانزدهمین دوره از رقابت‌های قهرمانی جهان می‌باشد که از ۲۲ تا ۲۵ مه ۱۹۵۴ در توکیو، ژاپن برگزار گردید.

## جدول مدال‌ها
| رتبه           | کشور               | طلا | نقره | برنز | مجموع |
| -------------- | ------------------ | --- | ---- | ---- | ----- |
| ۱              | اتحاد جماهیر شوروی | ۳   | ۰    | ۳    | ۶     |
| ۲              | ترکیه              | ۲   | ۳    | ۱    | ۶     |
| ۳              | ایران              | ۲   | ۱    | ۰    | ۳     |
| ۴              | ژاپن               | ۱   | ۱    | ۲    | ۴     |
| ۵              | سوئد               | ۰   | ۲    | ۱    | ۳     |
| ۶              | مجارستان           | ۰   | ۱    | ۰    | ۱     |
| ۷              | فنلاند             | ۰   | ۰    | ۱    | ۱     |
| مجموع (۷ کشور) | مجموع (۷ کشور)     | ۸   | ۸    | ۸    | ۲۴    |

## رده‌بندی تیمی
| رتبه | آزاد مردان         | آزاد مردان |
| رتبه | تیم                | امتیازات   |
| ---- | ------------------ | ---------- |
| ۱    | ترکیه              | ۳۷         |
| ۲    | اتحاد جماهیر شوروی | ۳۵         |
| ۳    | ایران              | ۲۴         |

## خلاصه مدال‌ها

### آزاد مردان
| رویداد | طلا               | نقره             | برنز                 |
| ۵۲ ک‌گ  | Huseyin Akbas     | یوشو کیتانو      | میریان تالکلامانیدزه |
| ۵۷ ک‌گ  | مصطفی داغستانلی   | Lajos Bencze     | Tauno Jaskari        |
| ۶۲ ک‌گ  | شوزو ساساهارا     | بایرام شیت       | Nikolai Musashvili   |
| ۶۷ ک‌گ  | جهانبخت توفیق     | اوله آندربری     | Sergey Gabaradze     |
| ۷۳ ک‌گ  | واختانگ بالاوادزه | محمدعلی فردین    | یوتاکا کانکو         |
| ۷۹ ک‌گ  | عباس زندی         | عصمت آتلی        | Kazuo Katsuramoto    |
| ۸۷ ک‌گ  | August Englas     | Adil Atan        | وایکینگ پالم         |
| ۸۷+ ک‌گ | آرسن مکوکیشویلی   | Bertil Antonsson | Irfan Atan           |